# Österreichisch-Ungarischer Corvinus-Kreis
Der Österreichisch-Ungarische Corvinus-Kreis (ungar. Ostrák-Magyar Corvinus-kör) ist eine Plattform, mit der Kontakte zwischen den beiden Nachbarstaaten Österreich und Ungarn auf den verschiedensten Ebenen geknüpft und gefördert werden sollen. Rechtlich besteht der Corvinus-Kreis aus je einem Verein in Österreich und einem in Ungarn.

## Entstehung
Der Corvinus-Kreis wurde bereits 1987 in Sopron und 1988 in Wiener Neustadt, also bereits vor dem Fall des Eisernen Vorhanges zwischen den beiden Ländern gegründet und war damit die erste gemeinsame Ost-West-Organisation in den beiden Ländern. Es war dies in Ungarn die erste Möglichkeit, Vereine und Organisationen, die Verbindungen zu westlichen Ländern haben, zu gründen. 
Der Name rührt vom ungarischen König Matthias Corvinus her, der Österreich erobert hat. Die ersten beiden Mitglieder waren die beiden Städte Sopron und Wiener Neustadt. Der Corvinusbecher ist auch in den Logos der beiden Vereine enthalten. 
Noch vor der Öffnung des Eisernen Vorhanges hatte der Verein bereits 60 Mitglieder. Im Jahr 2009 waren es 700 Mitglieder sowohl in Österreich als auch in Ungarn, die sich aus Persönlichkeiten, Unternehmern, Organisationen, Gemeinden, Städten und Komitaten zusammensetzen.
In der Zwischenzeit haben sich die Kontakte in der Wirtschaft, im Tourismus, aber auch bei zahlreichen Kultur- und Kunstevents entwickelt.

## Projekte und Aktionen
Schon im Gründungsjahr 1987 wurden in Wiener Neustadt die Corvinus-Tage mit einer Ausstellung und einer Münzprägung abgehalten.
Die ersten Aktivitäten beruhten auf grenzüberschreitenden Aktionen, wie gemeinsame Kulturtage oder internationale Radwandertage. 1988 wurde von der Stadt Wiener Neustadt und Eco Plus eine Wirtschaftsmesse in Sopron mit großteils niederösterreichischen und burgenländischen Ausstellern veranstaltet. Umgekehrt wurde ungarischen Unternehmen in Wiener Neustadt die Möglichkeit einer kostengünstigen Messebeteiligung geboten. 
Solcher Art waren die Veranstaltungen bis zur Wende. Mit der Öffnung änderten sich die Möglichkeiten der beiden Vereine schlagartig. So bestand eine der ersten Aktionen in der Rückbringung gemeinsam mit ÖAMTC und ADAC von Fahrzeugen der ehemaligen DDR-Bürger nach dem Paneuropäischen Picknick, die in Ungarn zurückbleiben mussten.
Nach der Öffnung wurden zahlreiche Städtepartnerschaften vermittelt, wie jene zwischen Wartmannstetten und Somogyvár, Oberwart und Szombathely oder Salzburg und Szeged, um nur einige zu nennen.
Aber auch Behörden nutzen diese Plattform wie das Landesgendarmeriekommando des Burgenlandes und die Polizeidirektion Sopron, die seither in einer engeren Zusammenarbeit kooperieren.
Im November 2002 startete das Projekt U.S.i.S. – Ungarisch in Schulen. Im Februar 2003 waren neun österreichische Schulen am Ungarischunterricht bzw. an Projekten mit ungarischen Schulen interessiert und in fünf Schulen wurde Ungarisch bereits unterrichtet. 
Im September 2003 waren die ersten Unterrichts-Materialien fertig. Auch grenzüberschreitende Übungsfirmen wurden gegründet, die sowohl die Erstellung eines zweisprachigen Telefonbuches für West-Ungarn und Ost-Österreich initiierten, als auch ein Österreichisch-Ungarischer Verlag zur Erstellung einer zweisprachigen Schülerzeitung. Im Rahmen der Jubiläumsfeier 15 Jahre Corvinus-Kreis 2003 fand eine Modenschau als Gemeinschaftsproduktion der Modeschulen HLM Wr. Neustadt und Sopron vor dem Wiener Neustädter Rathaus statt.
Im November 2003 startete die NÖ Sprachoffensive – unterstützt von Erwin Pröll; im Dezember 2003 waren die ersten Übungen und Unterlagen für den Ungarisch-Unterricht online abrufbar.
Im Februar 2004 wurde Ungarisch in 30 Schulen im Industrieviertel unterrichtet. Im Sommer 2004 durften Schüler von U.S.i.S.-Partnerschulen an der Sommeruniversität in Debrecen einen zweiwöchigen Intensivkurs besuchen. Anlässlich des „Europäischen Tages der Sprachen“ im Oktober 2004 fand im Rahmen von U.S.i.S. für Schüler Höherer Schulen im Industrieviertel ein Wettbewerbstag „Rund um die Ungarische Sprache und Kultur“ statt.
Weiters gab es ab 2005 die Möglichkeit, sich für Ferialpraktika in Ungarn anzumelden. Der komplette Sprachkurs war fertig und online abrufbar. Im Mai 2005 lagen die Unterrichtsmaterialien auch in gedruckter Form vor, die 2006 durch eine Audio-CD ergänzt wurden.

## Auszeichnung
- 2006 Die Verleihung des EuRegio Innovationspreises „Menschen - Umwelt - Grenzregionen“ fand am 27. Juni 2006 im Casino Baden durch Johanna Mikl-Leitner statt. In der Kategorie Mensch und Kultur siegte das Projekt U.S.i.S. – Ungarische Sprache in Schulen, dessen Projektträger der Österreichisch-Ungarische Corvinus-Kreis war. Als Projektpartner des Corvinus-Kreises waren das Landesjugendreferat Niederösterreichs und der Regionale Entwicklungsverband Industrieviertel beteiligt[2].

## Quelle
- Südwind Referat, von Corvinus-Kreis zur Verfügung gestellt, 29. Oktober 2009